# 7491 Linzerag
7491 Linzerag è un asteroide della fascia principale. Scoperto nel 1995, presenta un'orbita caratterizzata da un semiasse maggiore pari a 2,7788040 UA e da un'eccentricità di 0,1197080, inclinata di 4,46315° rispetto all'eclittica.
L'asteroide è dedicato alla Società Astronomica di Linz.